# Phyllomya
Phyllomya – rodzaj muchówek z rodziny rączycowatych (Tachinidae).

## Wybrane gatunki
- P. albipila Shima & Chao, 1992
- P. angusta Shima & Chao, 1992
- P. annularis (Villeneuve, 1937)
- P. elegans Villeneuve, 1937
- P. formosana Shima, 1988
- P. gymnops (Villeneuve, 1937)
- P. palpalis Shima & Chao, 1992
- P. rufiventris Shima & Chao, 1992
- P. sauteri (Townsend, 1927)